# Cristian Uta
Cristian Rares Uta, (nacido el 24 de diciembre de 1997 en Tirgu Mures, Rumanía) es un jugador de baloncesto rumano que juega en el Club Baloncesto Ciudad de Valladolid de la LEB Oro.

## Trayectoria
Llegó a Málaga en la temporada (2012-13), cuando todavía era cadete y en su segundo año júnior explotó como un gran jugador. 
En 2015, debuta en la Liga Adecco Oro con el vinculado de Unicaja (Clínicas Rincón) y es el jugador más destacado del filial malagueño que compite en el grupo ‘D’ de la liga EBA. En diciembre de 2015, sus promedios en la competición amateur son de 11,9 puntos, 7,6 rebotes, 0,5 tapones y 13,1 de valoración en 28:20 minutos por encuentro. El pívot rumano, está en Málaga becado por el Unicaja, como otros jugadores extranjeros o nacionales de fuera de Málaga. Además, su carrera está supervisada por Arturo Ortega, uno de los agentes más importantes del país.
Pasa a formar parte de la primera plantilla del Unicaja Málaga tras debutar en Estambul en Euroliga. Uta ya había hecho la pretemporada con el primer equipo.
Es un jugador con una gran envergadura y con un gran futuro, pero algo irregular y le queda aún mucho por madurar como jugador profesional de baloncesto.

## Clubes
- CB Mures (2010-2012)
- Clínicas Rincón (2012-2015)
- Unicaja Málaga (2015-2016)
- Fundación Club Baloncesto Granada (2016-2017)
- Club Baloncesto Ciudad de Valladolid (2017- )

## Selección nacional
- Es internacional con las categorías inferiores de la selección de Rumanía. Ha sido seleccionado para la selección absoluta por su país pero no ha llegado a debutar debido a una lesión.